# 핍양
핍양(偪陽)은 춘추 시대 주나라의 제후국이다. 《춘추좌씨전》에는 핍양, 《춘추곡량전》에는 부양(傅陽)이라 되어 있다. 진나라 주도의 제후 연합군에게 멸망당하고 그 땅은 송나라에 귀속되었다.

## 역사
알려지지 않고 이어져 온 소국이었으나, 기원전 563년 봄, 노나라, 진나라, 제나라, 송나라, 위나라, 조나라 등이 핍양 근처의 사(柤) 땅에 이르러 오나라의 사신과 회담을 가졌다. 제후들이 회맹한 뒤 연합군을 결성해 핍양을 포위하고 공격했다. 핍양은 완강하게 저항했지만 수 개월이 지나 연합군이 거대한 전력을 동원해 결국 여름 5월에 핍양을 멸망시켰다. 연합군을 통솔하던 진나라의 대부가 핍양의 땅을 송나라에게 주었다.
동서업(童書業)은 "제후들이 사 땅에 이르러 오나라와 회맹하고 송나라와 연합군을 결성해 핍양을 멸했다. 진나라 등 제후들의 목적은 중원 제후와 오나라 사이의 교통선을 통하게 하여 오나라가 초나라에 대항하는 것을 도움으로써 초나라의 세력을 견제하여 진나라가 패권 경쟁에서 우세를 점하게 하는 데 있었다. 핍양의 땅은 중원에서 오나라로 갈 때 반드시 지나가야 하는 길목에 있었기 때문에 진나라가 주도하여 핍양을 멸망시킨 것이다."라고 해석하였다.